# جيمس د. غراهام
جيمس د. غراهام (بالإنجليزية: James D. Graham)‏ هو نقابي أمريكي، ولد في 1873 في غرينوك في المملكة المتحدة، وتوفي في 9 يونيو 1951 في هيلينا في الولايات المتحدة.